# Chino XL
Chino XL, właśc. Derek Keith Barbosa (ur. 8 kwietnia 1974 w Nowym Jorku, zm. 28 lipca 2024) – amerykański raper i aktor.
Jego ojciec był Portorykaninem, a matka Afroamerykanką.
Karierę rozpoczął w wieku 16 lat, gdy Rick Rubin wciągnął go do swojej wytwórni American Recordings. Od 2007 związany z wytwórnią Machete Music. Ma na swoim koncie 5 albumów. Zagrał gościnnie w kilku filmach i serialach, m.in. w CSI: Miami. Był członkiem Mensy.

## Śmierć
30 lipca 2024 r. rodzina Barbosy ogłosiła na jego koncie na Instagramie, że zmarł on w domu 28 lipca 2024 r. Miał 50 lat. 27 września 2024 roku ujawniono, że Barbosa zmarł w wyniku samobójstwa poprzez powieszenie się.

## Dyskografia
Albumy studyjne
- Here to Save You All (1996)
- I Told You So (2001)
- Poison Pen (2006)
- Ricanstruction: The Black Rosary (2012)

Gościnnie
- Something Sacred (z Playalitical) (2008)
- God’s Carpenter (z Stu Bangas) (2023)